# Jávaiak
A jávaiak Indonézia legnagyobb népcsoportja, lakosságának kb. 40%-át teszik ki. Elsősorban a névadó Jáva szigetének középső és keleti részein élnek, lakosságának kétharmadát teszik ki. Az ausztronéz népek közé tartoznak, lélekszámuk 2018-ban kb. 110 millió fő volt, ebből 105 millióan éltek Indonéziában. Nagy arányban szerepelnek az ország közigazgatásában és hadseregében. Etnikai csoportjaik a mataramok, cirabonézek, osingok, tenggerézek, szaminok, naganézek és a banyumasanok.

## Lakóhely

Indonézia népcsoportjai

A jávaiak Jáva szigetének több mint kétharmadán, a középső és a keleti területein élnek. Ezek közigazgatásilag ma Közép-Jáva és Kelet-Jáva tartományokat alkotják. Megkülönböztethetjük a hegyekben élő orang gunungok és a síkvidéki orang pesasírok csoportját.
Jáva szigetén kívül a jávaiak minden indonéz tartományban előfordulnak. Jáváról való 
kivándorlásuk már a középkorban megkezdődött, de annak fő oka a holland gyarmatosítók majd a független Indonézia által szorgalmazott áttelepítési (transzmissziós) program. Ennek keretében közel hárommillió jávai telepedett le a ritkábban lakott indonéz szigeteken. A dél-szumátrai Lampung tartományban 62%, Észak-Szumátrán 32%, Kelet-Kalimnatánon pedig 30% az arányuk.
Külföldön elsősorban Malajziában és Szaúd-Arábiában (1,5-1,5 millió fő), valamint kisebb számban Szingapúrban, Suriname-ban (a lakosság 13,7%-át teszik ki)  és Hollandiában élnek.

## Embertani jellemzők
A hegyekben élő jávaiak valamivel magasabbak síkvidéki társaiknál (a férfiak átlagmagassága a 20. század közepén 163 cm volt, szemben az alföldiek 159 cm-es átlagmagasságával). Testalkatuk erőteljesebb, fejük hosszabb és alacsonyabb, járomívük jobban fejlett, oldalt jobban kiáll. A világosabb szem- és hajszín inkább jellemző rájuk, míg a síkvidékiek többnyire fekete hajúak.

## Történet

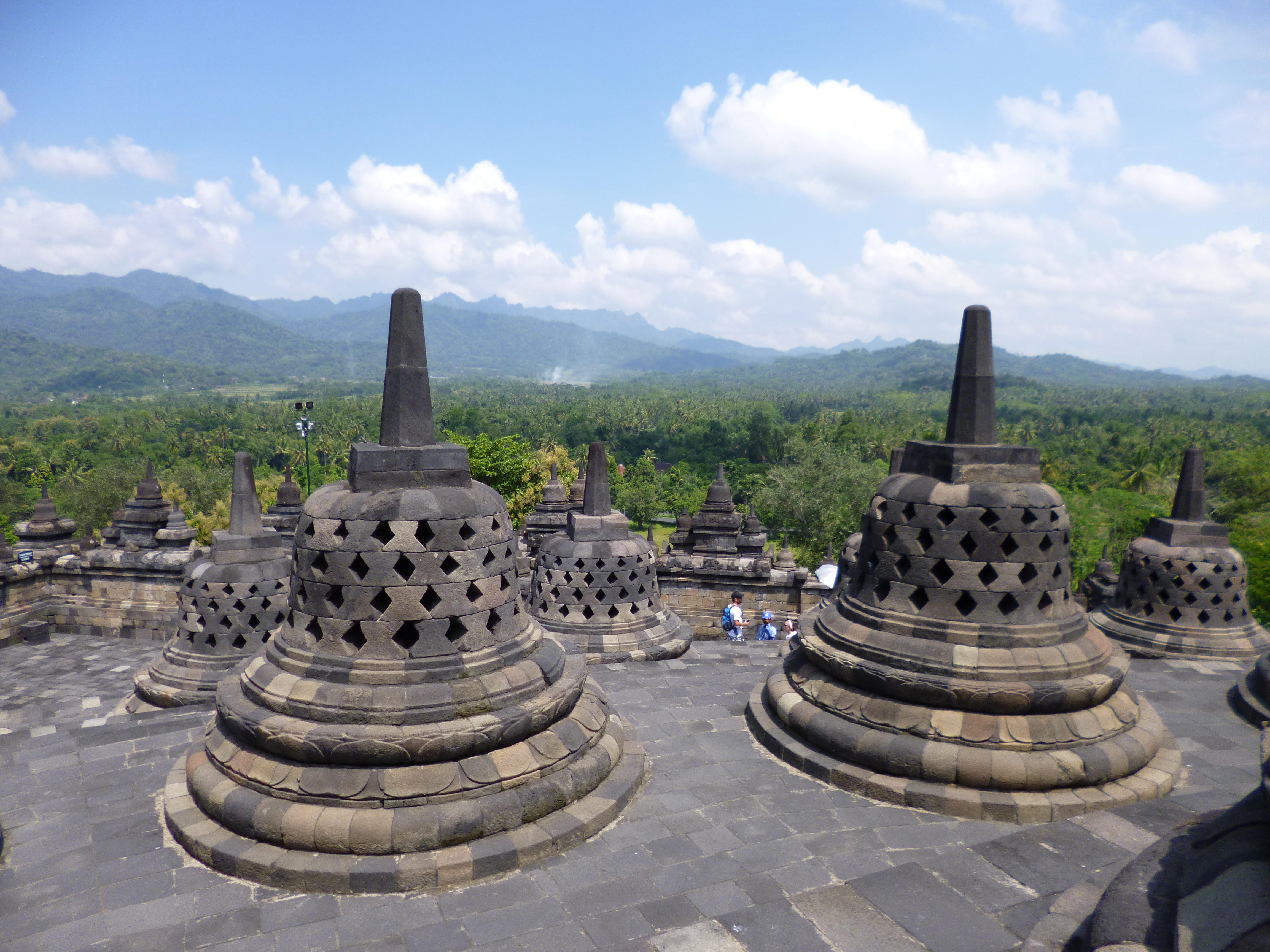
Borobudur sztúpái

A vélhetően Tajvanról szétvándorló ausztronéz népek észak felől, kb. Kr. e. 1500-1000 közötti időszakban érték el Jáva szigetét. Időszámításunk kezdete körül már ismerték a fémeket és összetett, falvak felett álló politikai rendszert építettek ki. Az indiai hatásoknak köszönhetően a Kr. u. 1. évezredben a jávaiak körében elterjedt a hinduizmus és a buddhizmus. A 7. századtól kezdve a feliratok és a kínai évkönyvek is királyságokról számolnak be. Az első jelentősebb jávai birodalom, a Mataram (vagy Medang) Királyság 732 és 1006 között létezett. Bár a tengeri kereskedelem fontos volt, a központok mégis a sziget belső, mezőgazdasági jellegű területén alakultak ki. Borobudur buddhista és Prambanan hindu szentélyei máig fennmaradtak, a sziget legfontosabb történelmi látnivalói közé tartoznak. A birodalom befolyása az Indokínai-félszigetre is kiterjedt, az Angkor Birodalmat megalapító khmer herceg is volt a jávaiak fogságában. A központ a 10. században a Brantas-völgybe került át, aminek természeti katasztrófa (vulkánkitörés?), valamint a kedvezőbb tengeri kereskedelmi lehetőségekhez való hozzáférés lehetett az oka.

A Madzsapahit Birodalom terjeszkedése a 13-16. században

A 13. század végén emelkedett fel a Madzsapahit Birodalom (1293-1527), melynek központja a mai Surabaja városában volt. Jáván kívül Szumátra, a Maláj-félsziget déli része, Borneó déli partjai és Celebesz is befolyása alatt állt, így a mai modern indonéz állam előképének is tekintik.  A birodalom a 14. század végén kezdett hanyatlani, az iszlám terjeszkedése miatt. A sziget északi kikötői a muszlim Malakkai Szultánság irányítása alá kerültek. Az új vallás fokozatosan terjedt el a jávaiak körében, a 16. század végére már ez volt a legelterjedtebb hit. 

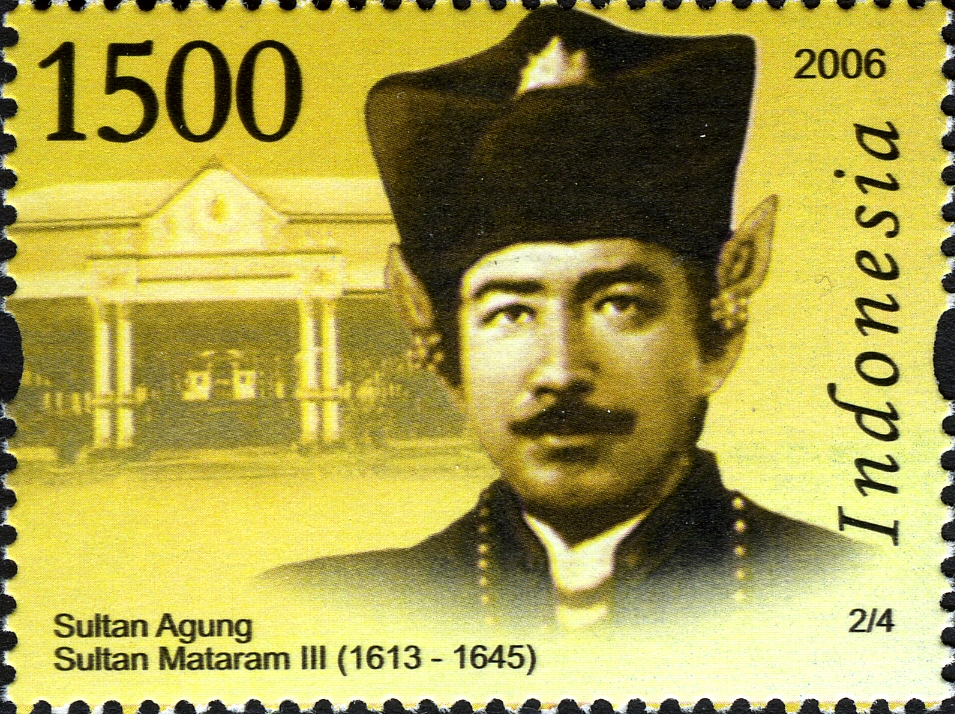
Agung szultán egy 2006-os indonéz bélyegen

Végül a Madzsapahit Birodalmat is egy muszlim állam, a Demak Szultánság számolta fel. Helyén számos kisebb muszlim fejedelemség jött létre, melyek az iszlámot a korábbi buddhista-hindu kultúrával ötvözték. Közülük a 16. század végére a Mataram Szultánság erősödött meg és a többi államot legyőzve Közép- és Kelet-Jáva nagy részét egyesítette. A 15. század elején portugálok, majd 1595-ben hollandok jelentek meg Jáván. Utóbbiak a 17. század során kiszorították európai vetélytársaikat. Mataram legnagyobb uralkodója, Agung 1646-ban bekövetkezett halála után egy évszázadig polgárháborúval és idegen inváziókkal került szembe a sziget, melyből fokozatosan a Holland Kelet-indiai Társaság került ki győztesen. 1755-ben Mataram két utódállamra, Szurakartára (Solo) és Dzsogdzsakartára (Dzsoga) esett szét, melyek a Mangkunegaran és Pakungalaman hercegségekkel együtt holland fennhatóság alá kerültek.
Bár a Holland Kelet-indiai Társaság 1799-ben csődbe ment, a napóleoni háborúkba keveredő Hollandia csak az 1830-as évektől tudta átvenni Jáva közvetlen irányítását. Ehhez előbb tízéves háborúban le kellett vernie Diponegoro dzsogdzsakartai herceg által vezetett felkelést. Az így létrejött Holland Kelet-Indiában megfosztották politikai szerepüktől a jávai arisztokráciát, a parasztokra pedig készpénzben fizetendő adókat vetettek ki. Emiatt nekik földjeik egy részén rizs helyett készpénzre váltható növényeket (pl. cukrot) kellett termeszteniük. Ez a népességrobbanással együtt (Jáva lakossága 1800-ban 3 millió, 1900-ban már 28,4 millió) a népesség nagyarányú elszegényedéséhez vezetett.> Az ellenállás különböző módokon jelent meg: a parasztok Samin nevű erőszakmentes mozgalma például megtagadta az adófizetést. A 20. század elejére iszlám, kommunista és nacionalista mozgalmak alakultak, melyek a gyarmatosítás ellen egyre erőteljesebben léptek fel. 1911-ben Szurakartában alakult meg a Surakat Islam nevű tömegmozgalom, Szurabajában pedig 1917-ben tört ki kommunista felkelés a katonák és a tengerészek között.
A holland gyarmati uralomnak a második világháború során bekövetkező japán megszállás vetett véget. A jávaiak a japánokat kezdetben felszabadítónak tekintették, ám már 1943-ban fegyveres harc indult elnyomó politikájuk ellen. A függetlenség 1945-ös kikiáltása után a még meglévő jávai uralkodók (Dzsogdzsakarta és Szurakarta szultánja, Mankunegara hercege) kinyilvánították, hogy országuk a független Indonézia részévé válik. A jávaiak fontos szerepet töltöttek be az új államban, Indonézia miniszterelnökei közül csak egy fő volt, aki nem jávai. Az 1965-66-os Szukarno elnök elleni felkelés a jávaiak között szedte a legtöbb áldozatot, mely a helyi földbirtoklással összefüggő ellentétekre is visszavezethető. A földbirtokos parasztok az iszlám, a föld nélküliek a kommunista pártokat támogatták. A hatalmat megszerző Szuharto-rezsim iparosítása főként a jávai városokat érintette, így nőtt a jávaiak gazdasági szerepe az országon belül. Az ország többi területéhez (Fűszer-szigetek, Borneó) képest a jávaiak lakóhelyét kevésbé érintették a 20. századi nemzetiségi, vallási vagy egyéb fegyveres nézeteltérések. Ez alól csak az 1998-as pénzügyi összeomlás után Surakartában fellépő kínai-ellenes zavargások képeznek kivételt.

## Nyelv és vallás

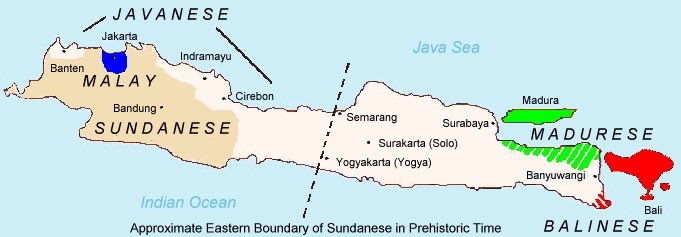
Jáva nyelvi térképe

A jávai a világ legnagyobb olyan nyelve, mely sehol sem hivatalos nyelv. Így a jávaiak nagy része a jávai nyelv mellett Indonézia hivatalos nyelvét, a bahasa indonézt is beszéli. A jávai nyelv nagyban hasonlít a szundanéz és a madurai nyelvhez, kisebb mértékben a malájhoz. A jávai nyelv több nyelvi szintet használ a beszélő és a hallgató társadalmi helyzetétől függően. A hétköznapi beszédben többnyire csak két szint jelenik meg: a ngoko a beszélővel azonos szinten lévő hallgatóhoz szól, a kramát pedig akkor használják, ha a hallgató magasabb státuszú, idősebb, vagy helyzete a beszélő által nem ismert.
A népcsoport több mint 95%-a az iszlámot követi, mely arab kereskedők közvetítésével a 13-14. században jelent meg a szigeten. A jávaiak kisebb része a kereszténység, buddhista vallás vagy a hinduizmus híve.

## Kultúra

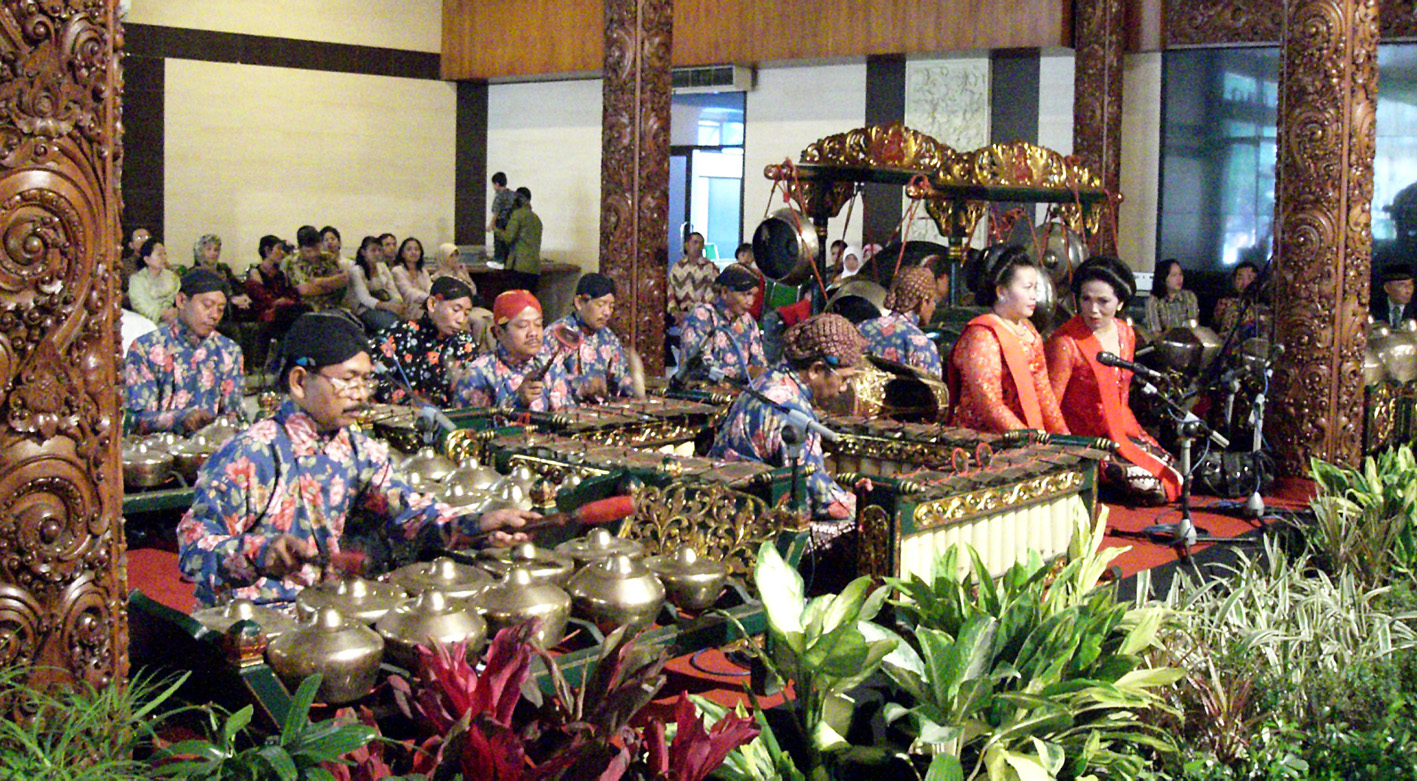
Jávai gamelán zenekar

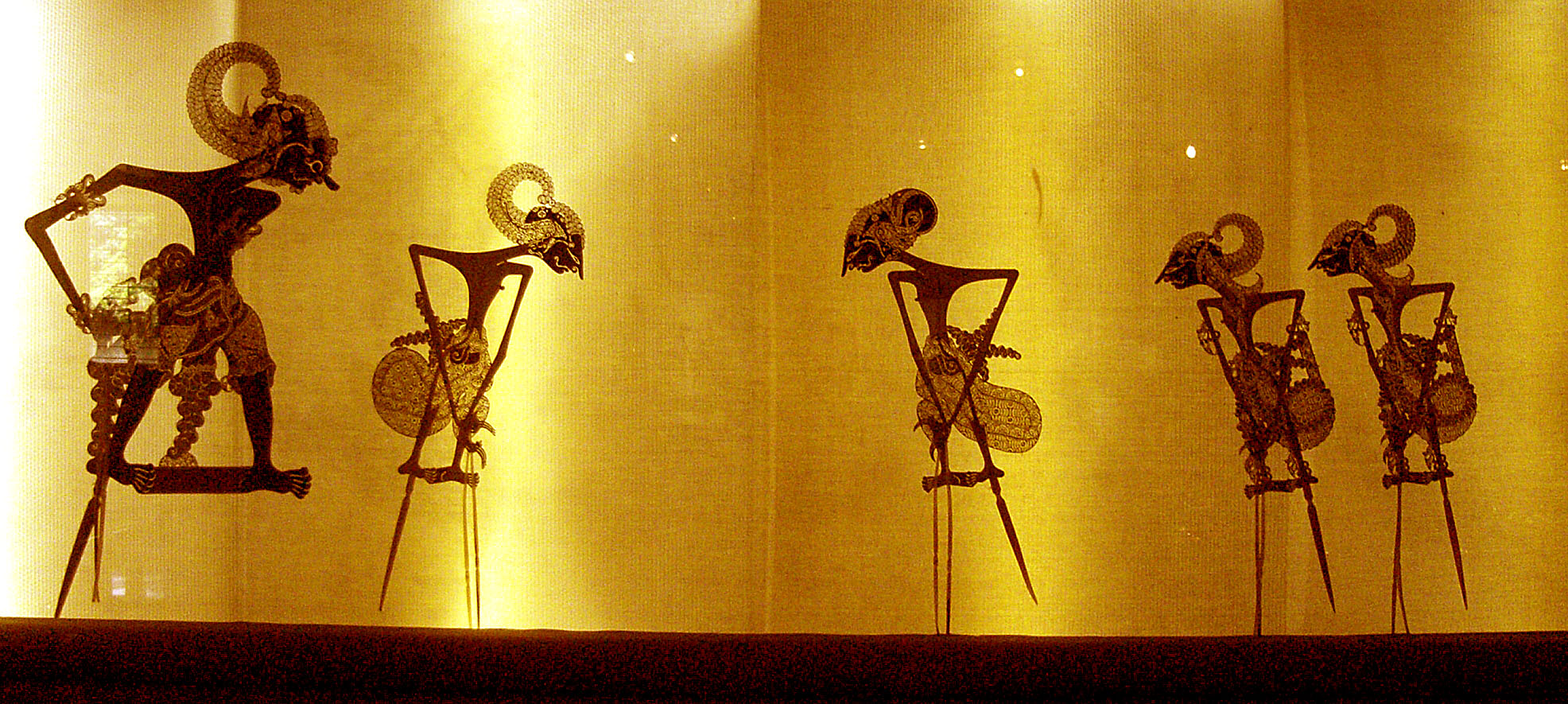
Vajang kulit előadás

A jávaiak hagyományosan kis falvakban, kampangnak nevezett kunyhókban éltek. Jelentős részük ma már városlakó. Intenzív spirituális élet és szoros családi kötelékek jellemzik őket. Vallási ünnepek idején a slametans nevű szakrális ételt fogyasztják. A hagyományos jávai zenekar elnevezése: gamelán. Zenészei bronz hangszerekkel, különösen gongokkal alakítják ki az egyedi hangzásvilágot. Különleges hagyomány a jávai árnyjáték, a vajang kulit, mely során a bábjátékos (dalan) gamelán zenekar kíséretével adja elő az iszlám előtti hindu epikus költészet történeteit.